# JTBC
JTBC är en sydkoreansk kabel-TV-kanal.